# Ouagadougou
Ouagadougou [waga-dū'gū], ook kortweg Ouaga genoemd, is de hoofdstad en grootste stad van Burkina Faso, een land in West-Afrika. De stad is centraal gelegen en telt naar schatting 2,4 miljoen inwoners (volkstelling 2019).
Als bestuurlijk, educatief en cultureel centrum en belangrijkste economische groeipool trekt de stad migranten aan uit het hele land. Over het algemeen heeft de stad het karakter van een groot dorp en een levendige marktplaats. Het straatbeeld wordt bepaald door de talrijke fietsers en motorrijders. De laatste jaren neemt het aantal auto's ook toe, wat in het centrum tot verkeersproblemen leidt. De stad breidt zich door de laagbouw horizontaal in alle richtingen uit, wat een probleem vormt voor het aanleggen van nutsvoorzieningen en algemene infrastructuur. In het centrum zijn grootschalige bouwprojecten aan de gang die een modern zakencentrum moeten creëren.
De stad heeft haar internationale bekendheid mede te danken aan het tweejaarlijkse filmfestival FESPACO. Dit is de belangrijkste manifestatie voor de promotie van de Afrikaanse film en media, dat in februari 2019 aan zijn 26e editie toe was.
Ouagadougou is de zetel van de Commissie van de West-Afrikaanse Economische en Monetaire Unie (Union Économique et Monétaire Ouest Africaine of UEMOA), de organisatie van de acht landen die de CFA-frank als munteenheid delen en die een economische unie, min of meer naar Europees model, nastreven. Ook het Uitvoerend Secretariaat van het CILSS (Comité inter-États de lutte contre la sécheresse au Sahel) is in Ouagadougou gevestigd.

## Ligging en verkeersnetwerk
De stad ligt in het midden van het land op het centrale Mossi-plateau, op een knooppunt van regionale en internationale verkeerswegen. Deze laatste geven aansluiting op vier grote zeehavens: Abidjan (Ivoorkust), Tema (Ghana), Lomé (Togo) en Cotonou (Benin). Er is ook een belangrijk doorgaand verkeer naar Niamey (Niger) en Bamako (Mali). De RAN-spoorweg die van Abidjan over Bobo-Dioulasso naar kopstation Ouagadougou leidt, is sinds de vredesakkoorden in Ivoorkust weer regelmatig in gebruik. Er bestaat een project om deze spoorweg door te trekken naar Niamey (Niger) en Cotonou (Benin). De internationale luchthaven onderhoudt regelmatige verbindingen met Europa en de regionale hoofdsteden. Ze is door de snel groeiende stad ingesloten en er bestaan plannen voor de aanleg van een nieuwe luchthaven in de buurt van Ziniaré, op zo'n 35 km ten noordoosten van de stad.

## Water- en energievoorziening
Ouagadougou is een van de weinige hoofdsteden ter wereld die niet aan zee of aan een rivier liggen. De behoefte aan water voor de snel groeiende stad wordt - althans tot 2025 - gedekt door de 45 km oostelijk gelegen Ziga-dam in de rivier de Nakambé. De elektriciteit wordt door de stuwdammen van Bagré en Kompienga en door een paar thermische centrales in de stad geleverd. Het elektriciteitsnet van Ouagadougou is via een hoogspanningsleiding gekoppeld aan het net in Ivoorkust. Petroleumproducten en aardgas worden, vanuit de eerder genoemde havens, per tankwagen aangevoerd en in Ouagadougou opgeslagen en verdeeld. De hoofdmoot (naar schatting zo'n 90%) van de totale energieconsumptie bestaat echter ook uit traditionele energiebronnen als brandhout en houtskool, die vanuit een gebied binnen een straal van zo'n 200 km rond de stad worden aangevoerd.

## Urbanisatie

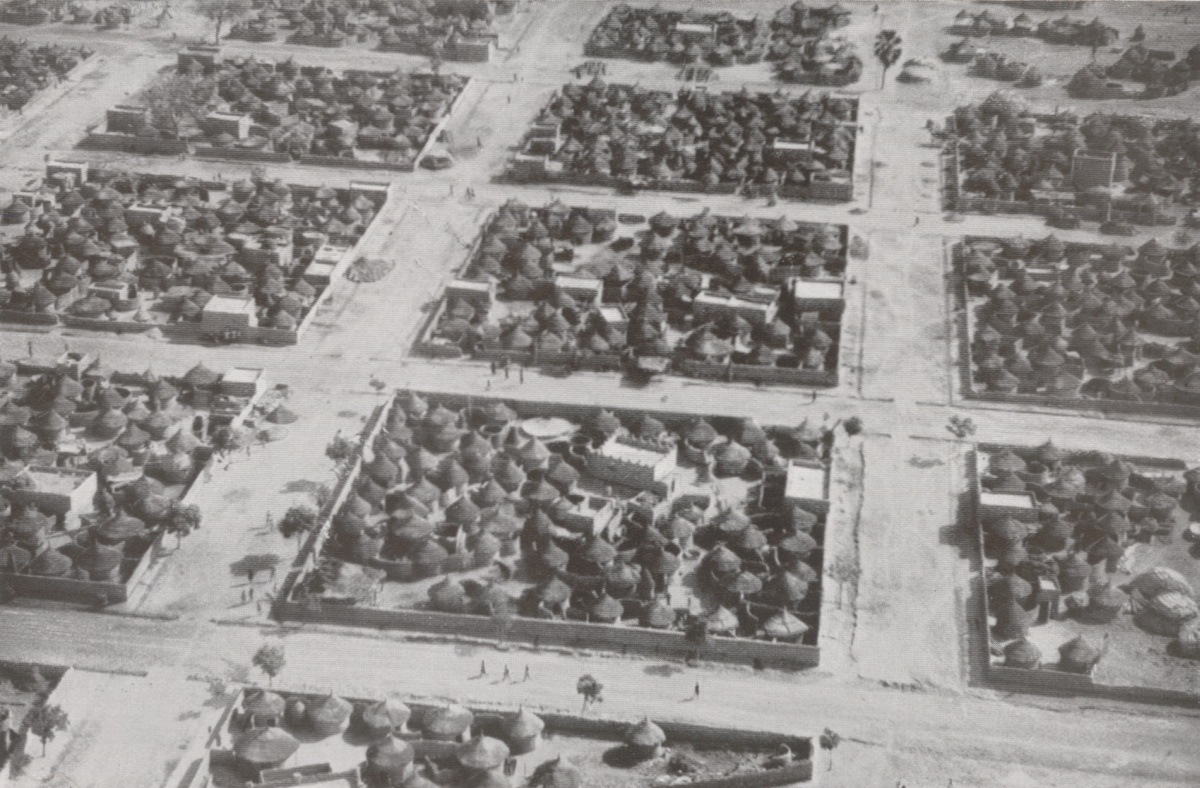
Ouagadougou rond 1930

De stadskern, die vanaf het begin van de 20e eeuw naar Frans koloniaal model werd aangelegd, bestaat uit een aantal wijken langs brede lanen die uitwaaieren van het Rond Point des Nations Unies. In de straten rond de Centrale Markt (Rood Woko genaamd) en het spoorwegstation, met de daarachter gelegen Markt van Dapoya, bevindt zich traditioneel het zwaartepunt van de klein- en groothandel. In de wijken Paspanga en Koulouba, die zich uitstrekken van het postkantoor naar het oosten, zijn diensten en instellingen als ministeries, ambassades, scholen, het Yalgado Ouedraogo-ziekenhuis, leger en politie gevestigd. Ten zuidwesten van het Rond Point des Nations Unies, liggen de Quartiers Saints met de Grote Moskee, de Kathedraal, het kerkhof en het Paleis van de Mogho Naba, de traditionele koning van het Mossi-rijk van Ouagadougou.
Rond die kern zijn geleidelijk aan populaire en dichtbevolkte woonwijken ontstaan, zoals Dapoya, Koulouba en Bilbalogho. Andere zones zijn luxueuzer, zoals Petit Paris in Gounghin en de ambassadewijk naast het vliegveld.
In de jaren tachtig en negentig breidde de stad zich flink uit. Het stadsbestuur probeert die uitbreidingen te plannen en in de nieuwe wijken bij voorbaat een minimum aan infrastructuur aan te leggen. Toch zijn er ook veel "ongestructureerde" uitbreidingen. Deze laatste (quartiers non-lotis) worden door de bevolking met bescheiden middelen opgezet en hebben meestal geen water, elektriciteit, riool of verharde wegen. Na verloop van tijd worden die ongeplande uitbreidingen weer afgebroken en op een gestructureerde manier in het stadsbeeld opgenomen. De oorspronkelijke bewoners krijgen als vergoeding een perceel in de nieuwe wijk om zich te vestigen. In het laatste decennium werden grootscheepse stadsvernieuwing en -uitbreidingsplannen ten uitvoer gebracht. Hier verschijnt Ouaga 2000, een woonwijk voor hogere inkomens, waar ook een modern zakencomplex, nieuwe ministeriële kantoren, ambassadegebouwen en een nieuw presidentieel paleis worden aangelegd. In het stadscentrum zelf werden oude wijken onteigend om plaats te maken voor het ZACA, een nieuwe administratieve en commerciële wijk.

## Economie
Ouagadougou heeft een bescheiden industriële sector, wat door de zwakke concurrentiepositie van de stad ten opzichte van de aan de kust gelegen grote steden van West-Afrika wordt verklaard. De informele sector is alomtegenwoordig, met een sterke aanwezigheid van ambulante en kleinhandelaars, verwerking van landbouwproducten, kleinschalige textielverwerking, allerhande reparatiebedrijfjes en horeca. Daarnaast is de bouwsector een van de belangrijkste werkgelegenheid creërende activiteiten. Ook toerisme speelt in toenemende mate een rol, met een groeiend aantal hotels in alle prijsklassen. Culturele activiteiten in de brede zin met muziek, theater en artisanale productie, zoals houtbewerking, bronsgieterij en mode ontwikkelen zich op basis van het toerisme en de periodieke festivals (FESPACO, SIAO). Communicatie is over het algemeen goed: er zijn drie GSM-operatoren en in de stad is internet via een ADSL-aansluiting mogelijk. Mede door de politieke stabiliteit en relatief rustige sociale context, heeft de stad zich een zekere faam kunnen verwerven als educatief en universitair centrum. Verder streeft de regering ernaar, de stad als een regionaal congrescentrum te profileren.

## Geschiedenis

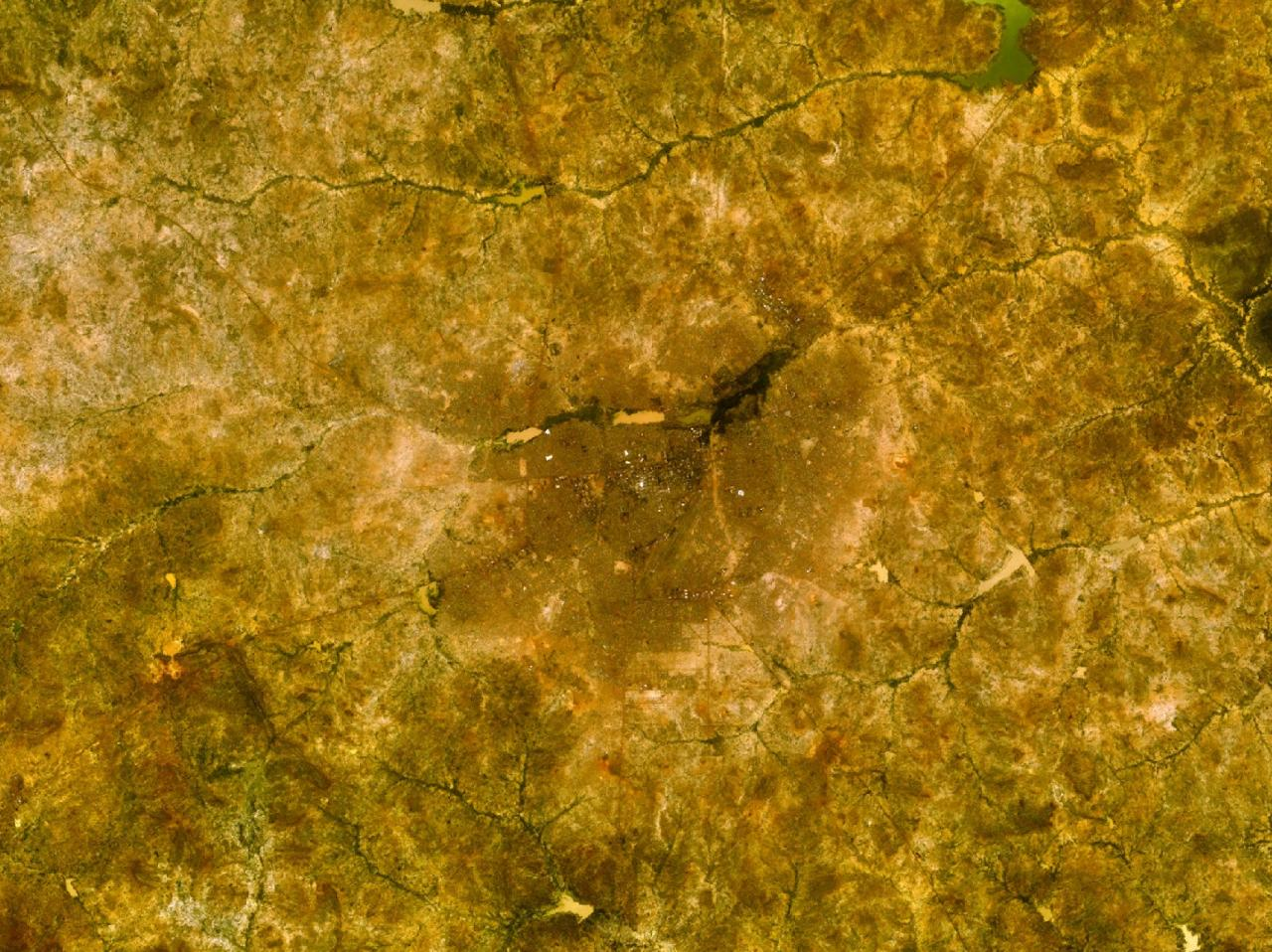
Satellietfoto van Ouagadougou en omgeving

De naam van de stad zou afkomstig zijn van Woogho do, een fragment van een formule waarmee in de elfde eeuw de Mogho Naba Oubri de oorspronkelijke bewoners, wiens territorium hij juist had ingenomen, hun plaats heeft gewezen. Het betekent zoiets als: "plaats waar eer wordt bewezen".
De Franse expeditie van Parfait-Louis Monteil deed de stad aan in 1891.
In 1955 werd de stad de zetel van het rooms-katholieke aartsbisdom Ouagadougou.
Nadat het land onafhankelijk werd was de stad nog steeds een relatief bescheiden provinciale hoofdstad met nauwelijks meer dan 60.000 inwoners en een bebouwde oppervlakte van zo'n 25 km². Daarna is de groei snel gegaan: in 1981 telde de stad zo'n 375.000 inwoners en besloeg ongeveer 58 km²; in 2002 1.200.000 inwoners op zo'n 160 km². (cijfers IGB)

## Bestuur
Op bestuurlijk gebied is de stad sinds 1995 een stedelijke gemeente (commune urbaine) met een gekozen gemeenteraad. Burgemeester Simon Compaoré werd in 2006 voor de derde achtereenvolgende keer verkozen. De gemeente bestaat uit 5 arrondissementen (Baskuy, Bogodogo, Boulmiougou, Nongr-Maasom en Sig-Noghin), elk ook met een verkozen burgemeester en is verder opgedeeld in 30 sectoren. De stad valt samen met het gelijknamig departement, onderdeel van de provincie Kadiogo.

## Sport
In 2012 vond de tiende editie van de Afrikaanse kampioenschappen wielrennen plaats in en rond de stad.

## Geboren in Ouagadougou
- Paul Zoungrana (1917-2000), kardinaal-aartsbisschop van Ouagadougou
- Blaise Compaoré (1951), president van Burkina Faso van 15 oktober 1987 tot zijn aftreden op 31 oktober 2014
- Roch Marc Christian Kaboré (1957), politicus; president 2015-2022
- Monique Ilboudo (1959), schrijfster, politica en activiste
- Seydou Boro (1968), acteur, danser, muzikant en choreograaf
- Apolline Traoré (1976), filmmaakster
- Mahamoudou Keré (1982), voetballer
- Daouda Diakité (1983), voetballer
- Aristide Tarnagda (1983), schrijver, komiek en dramaturg
- Fulgence Ouedraogo (1986), Franse rugbyspeler
- Jonathan Pitroipa (1986), voetballer
- Bakary Koné (1988), voetballer
- Boureima Hassane Bandé (1998), voetballer
- Alban Lafont (1999), Frans-Burkinees voetballer
- Edmond Tapsoba (1999), voetballer
- Dango Ouattara (2002), Burkinees voetballer

## Partnersteden
- Loudun (Frankrijk), sinds 1967
- San Miniato (Italië), sinds 1997
- Koeweit (Koeweit), sinds 1998
- Leuze-en-Hainaut (België), sinds 1968

### Samenwerkingsverband
- Bordeaux (Frankrijk)